# Ignazio da Laconi
Ignazio da Làconi, al secolo Vincenzo Peis (Laconi, 18 dicembre 1701 – Cagliari, 11 maggio 1781), è stato un frate cappuccino, venerato come santo dalla Chiesa cattolica.
La sua memoria liturgica ricorre l'11 maggio, giorno della sua morte. La Chiesa cattolica lo reputò degno di tale titolo riconoscendogli di aver svolto per tutta la vita un'opera umile e al tempo stesso dedita agli altri; inoltre, per la proclamazione della santità, come di prassi in questi casi, furono attribuiti alla sua intercessione alcuni miracoli, come la guarigione di un'inferma, che avrebbe riacquistato l'utilizzo delle gambe. Da questo miracolo prese le mosse il processo di beatificazione.
Le spoglie del santo riposano nella chiesa dei Cappuccini in viale Fra' Ignazio, a Cagliari. Periodicamente l'urna con le spoglie del santo viene portata in pellegrinaggio lungo tutta l'isola di Sardegna, un evento che richiama sempre numerosissimi fedeli.
Esiste inoltre un mensile, "La Voce Serafica", nato per devozione all'attività dello stesso frate cappuccino.
L'11 maggio 2007 sant'Ignazio da Làconi è stato proclamato patrono della provincia di Oristano nella cattedrale del capoluogo in un pontificale celebrato da mons. Ignazio Sanna.

L'11 maggio 2014 a Sestu è stata inaugurata una statua nella piazza a lui dedicata.

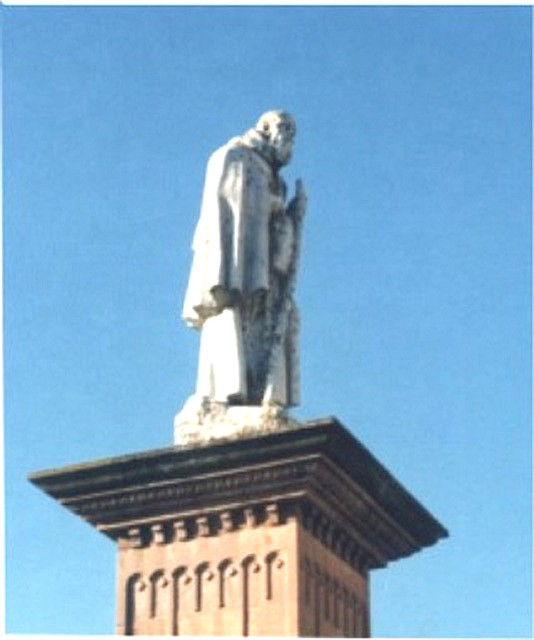
Statua del santo, parte del monumento a lui dedicato nella piazza di Làconi

## Biografia
Vincenzo Peis nacque e fu battezzato a Làconi, centro abitato attualmente in provincia di Oristano, il 18 dicembre 1701, da famiglia benestante, che lo educò nei valori cristiani.
Visse a Làconi, dedito al lavoro nei campi, fino al 1721, quando, avvertendo sempre più pressante la chiamata a farsi frate, decise di presentarsi al Padre Provinciale dei Cappuccini di Cagliari, perché lo ammettesse al noviziato.
Entrò nel convento dei novizi, allora presso la chiesa di San Benedetto a Cagliari, il 10 novembre 1721. Prese il nome di Fra' Ignazio.
Terminato il noviziato, il 10 novembre del 1722 fece la solenne professione religiosa.
Fu trasferito da Cagliari alla casa di Iglesias e da qui peregrinò in vari conventi dell'isola, quelli di Sanluri, Domusnovas, Oristano, Quartu Sant'Elena e poi nuovamente a Cagliari, presso il convento di Sant'Antonio, dove alloggerà sino alla morte.

Francobollo commemorativo di sant'Ignazio da Laconi

Per quasi quaranta anni, dal 1741, fu frate questuante; la sua figura di umile fraticello, un po' curvo e sempre assorto nella preghiera del Rosario, diventò presto cara ai cagliaritani, che si abituarono a vederlo percorrere le strette e ripide strade della città, mentre non negava aiuto e consiglio a chi glielo chiedeva. Intanto crebbe la fama della sua santità, si estese a tutta l'isola e da ogni sua parte giunsero a Cagliari pellegrini per incontrare il frate, spesso sperando di ricevere da lui uno di quei miracoli, che si narrava avesse compiuto.

Nel 1779 divenne cieco e fu per questo esentato dagli obblighi del suo incarico.
Nell'inoltrata primavera del 1781, l'11 maggio, fra' Ignazio, questo grande personaggio della Cagliari del XVIII secolo, morì, confortato dai sacramenti della religione a cui dedicò la sua vita.
Il 16 giugno 1940, nella basilica di San Pietro, il papa Pio XII lo dichiarò beato. Il 21 ottobre 1951, Ignazio da Làconi venne proclamato santo dallo stesso pontefice.
Il suo corpo è stato conservato dentro una teca di vetro ed è tuttora esposto nella Chiesa di Sant'Ignazio a Cagliari.

## Il culto

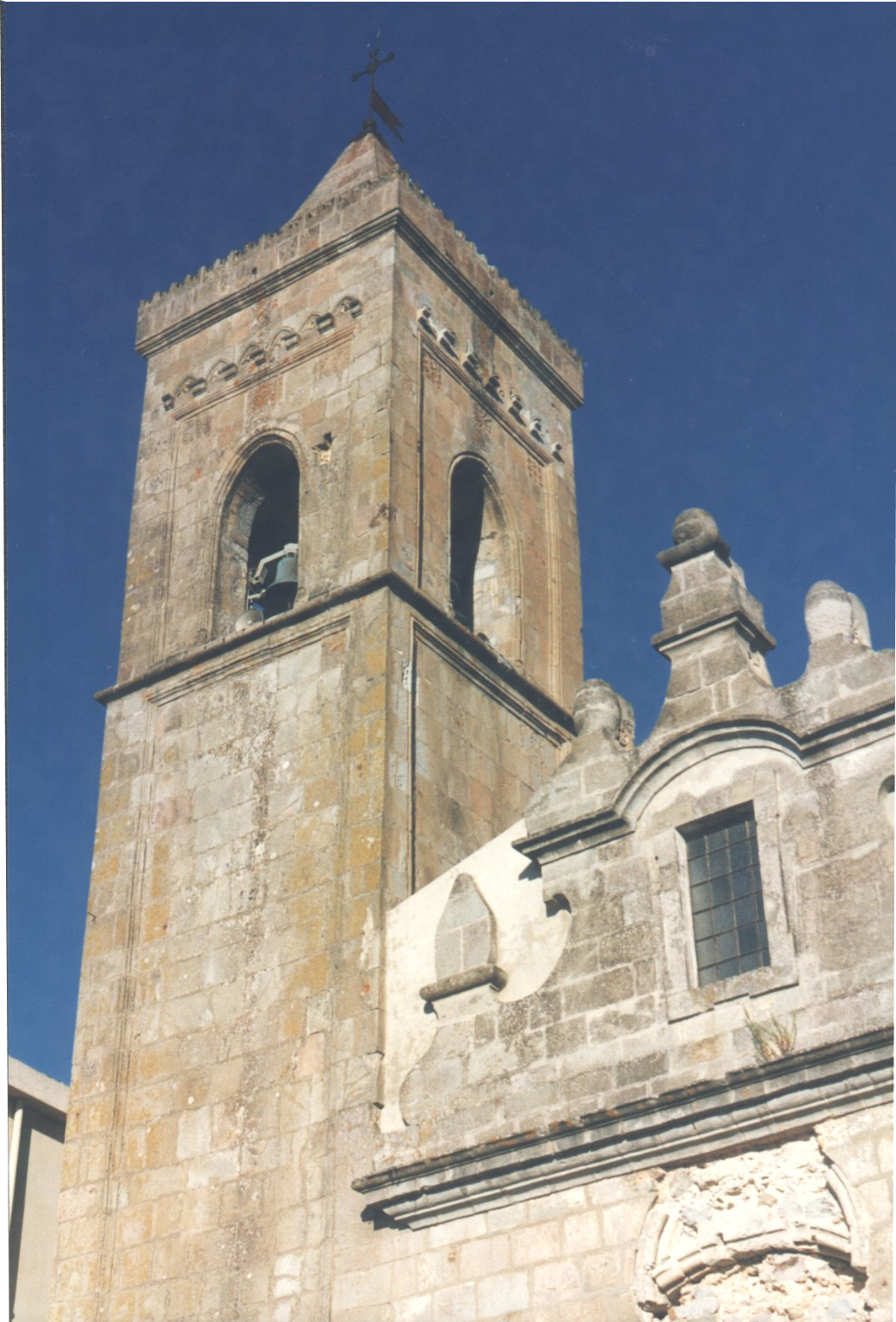
Chiesa dedicata a sant'Ambrogio e a sant'Ignazio (dal 1951), parrocchia di Làconi, dove il santo ricevette i sacramenti dell'iniziazione cristiana

Sant'Ignazio da Laconi è venerato in tutta la Sardegna, particolarmente nel centro -sud, dove esistono diverse chiese a lui dedicate; la prima è stata fondata nel 1951 a Norbello.
La devozione per questo Santo è particolarmente sentita proprio a Laconi, suo paese natale, dove si trovano ancora la casa in cui Vincenzo Peis visse sino all'età di vent'anni con la famiglia e la chiesa in cui egli fu battezzato.
Altro importante centro della devozione a sant'Ignazio è Cagliari, dove egli visse da religioso.
Nella città i posti legati al santo frate sono prevalentemente due, ovvero il convento presso la chiesa di San Benedetto, oggi in zona centralissima, nel quale visse il noviziato e soprattutto il convento di Sant'Antonio, dove è possibile vedere la celletta in cui trascorse gran parte della sua vita.
La devozione per il Santo è sentita anche nel Sulcis, in particolare a Domusnovas, dove si trova una chiesa parrocchiale a lui dedicata. La tradizione e i documenti testimoniano che abbia soggiornato nei primi anni della sua vita conventuale nella chiesa di San Daniele con annesso l'antico convento dei frati cappuccini.